# لوول برگمن
لوول برگمن (انگلیسی: Lowell Bergman؛ زادهٔ ۲۴ ژوئیهٔ ۱۹۴۵) روزنامه‌نگار و افشاگر اهل ایالات متحده آمریکا است. او از متخصصان و اساتید روزنامه‌نگاری تحقیقی است و این رشته را تا سال ۲۰۱۹ در دانشگاه کالیفرنیا، برکلی تدریس می‌کرد. افشاگری او از صنعت تنباکو در فیلم نفوذی (۱۹۹۹) تصویر شده‌است. آل پاچینو در این فیلم نقش برگمن را بازی می‌کند.
برگمن در نیویورک تایمز، پی‌بی‌اس، سی‌بی‌اس و ای‌بی‌سی فعالیت کرده‌است.